# Hausgemeinschaft
In einer Hausgemeinschaft wohnen mehrere Wohnparteien in einem gemeinsamen Haus. Im engeren Sinne spricht man erst dann von einer Hausgemeinschaft, wenn die Wohnparteien auch untereinander Kontakt haben und haben wollen. Solche Hausgemeinschaften sind eine beliebte Alternative zu Wohngemeinschaften, weil sie einerseits mehr Distanz als ein gemeinsamer Haushalt, andererseits aber dennoch eine große räumliche Nähe ermöglichen.
Max Weber verstand unter einer Hausgemeinschaft eine Gebrauchs- und Versorgungsgemeinschaft mit Alltagsgütern.
Wenn in der Konzeption beziehungsweise Zielsetzung deutlich Gewicht auf das intergenerationelle Zusammenleben gelegt wird, spricht man auch von einem Mehr-Generationen-Haus.
In der DDR wurden grundsätzlich, in allen Mehrfamilienhäusern und mehrflurigen Hochhäusern, die in einem Eingang zusammen wohnenden Mietparteien automatisch zu einer dortigen Hausgemeinschaft gezählt. Einer oder eine von ihnen wurde zum Hausvertrauensmann bzw. -frau gewählt oder beauftragt. Diese Person hatte zumindest das gesetzlich vorgeschriebene Hausbuch zu führen. In vielen Fällen war sie auch von den Mietern anerkannte Sprecherfigur für tägliche Themen oder Probleme, wie z. B. die Nutzung von Kellerräumen für Feiern, Kinderwagen- und Fahrradabstellung, Trockenraumnutzung, allgemeine Ordnung und Sauberkeit und ähnliches.